# Bomba atòmica B83

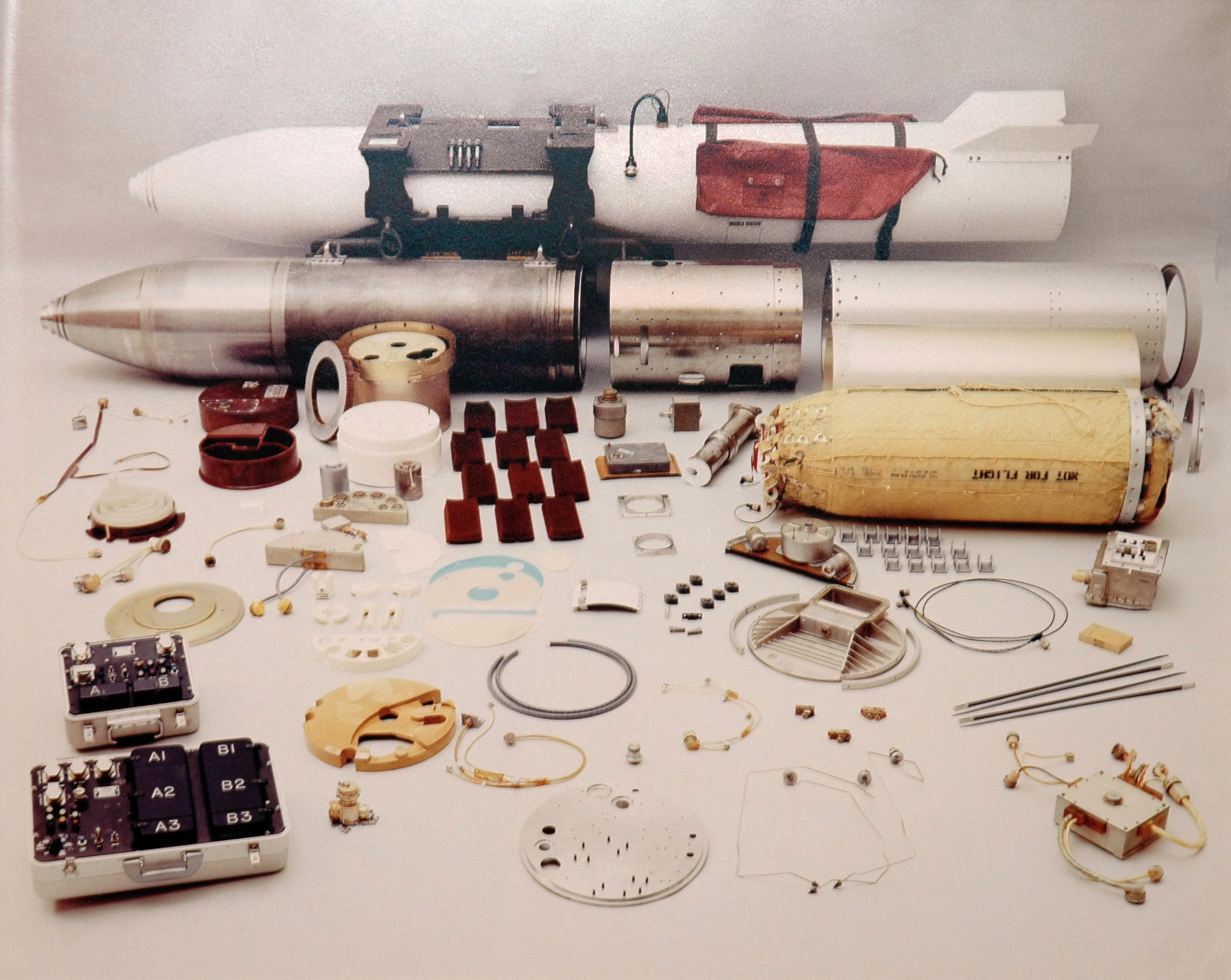
Bomba nuclear B83.

L'arma nuclear B83 és una bomba de caiguda lliure de rendiment variable, desenvolupada pels Estats Units a finals de la dècada de 1970, i que va entrar en servei el 1983. Amb un rendiment màxim d'1,2 megatones de TNT (5,0 PJ) (75 vegades el rendiment de la bomba atòmica "Little Boy" caiguda sobre Hiroshima el 6 d'agost de 1945, la qual tenia un rendiment de 16 kilotones de TNT (67 TJ)), És l'arma més poderosa d'entre les de caiguda lliure de l'arsenal dels Estats Units. Va ser dissenyada al Laboratori Nacional Lawrence Livermore, i la seva primera detonació feta dins una prova subterrània va tenir lloc el 15 de desembre de 1984.